# Zyginella insecata
Zyginella insecata är en insektsart som först beskrevs av Melichar 1903.  Zyginella insecata ingår i släktet Zyginella och familjen dvärgstritar. Inga underarter finns listade i Catalogue of Life.